# Пиар, Клод
Клод Пиар (род. 5 марта 1940; Аржантёе) — французский профессор университета, преподаватель физической культуры и спортивных дисциплин с 1963 по 1991 годы, затем лектор до 2001 года. Автор статей и работ, посвящённых спортивной гимнастике, он также принимал участие в работе различных спортивных организаций.

## Биография

### Профессиональная карьера
Получил среднее образование в лицее «Шапталь», за которым последовала учёба в Региональном центре народного образования и спорта Бретани (CREPS) в Динаре, а затем учёба в высшей педагогической школе физической культуры (ENSEP) в Жуанвиль-ле-Пон, после чего был назначен преподавателем-координатором лицея Ромена Роллана в Аржантёе, где преподавал с 1963 по 1972 год. По требованию педагогической инспекции по физической культуре в рамках выполнения официальных инструкций 1967 года ему было поручено вести педагогическую практику для преподавателей гимнастики. Это послужило материалом для его многочисленных публикаций в журнале «Физическая культура и спорт» в период с 1969 по 1972 годы. Также его работы по этой теме были включены в сборник «Микросвязи», под редакцией Пьер Блуа, выпущенный в 1973 году.
В 1972 году он прошёл по конкурсу в высшую педагогическую школу физической культуры (ENSEP) в Шатене-Малабри и проучился в ней два года, защитив в 1974 году первую докторскую диссертацию 3-го цикла в университете Париж VII под руководством Пьер Fougeyrollas. В этот период он был:
- членом экзаменационных комиссий на устных и письменных экзаменах на квалификационный сертификат CAPEPS для преподавателей физической культуры и спорта[6], причём он сам также удостоен этого сертификата;
- был членом различных комиссий, куратором педагогической практики, входил в различные рабочие группы, а также занимался повышением квалификации преподавателей[7].

В сентябре 1974 года он поступил в университет Париж X — Нантер, где продолжил свою карьеру в качестве сертифицированного преподавателя физической культуры, затем преподавателя со степенью агреже, а затем, с 1991 года занимал должность лектора после защиты докторской диссертации в области филологии и гуманитарных наук на тему «Дидактика гимнастических упражнений в свете ассоциативного и учебного подхода» в университете Университет Париж X под руководством Daniel Амелина и Жиль Ферри. Он разработал курс профессионального обучения — университетский диплом в области научных и технических исследований (DEUST) с правом получения патента и профессиональной степени, а также занимал различные руководящие должности, такие как:
- заместитель директора института инженерии и при университете (ОИП) по вопросам «спортивных профессии»;
- директор университетского отдела по повышению квалификации преподавателей (SUFOM) в Париж X (Университет Западный Париж — Нантер-ля-Дефанс);
- директор по методической части, затем директор отдела образования и исследований в области «Теория и практика спортивной деятельности» (UFRAPS) в Париж X;
- директор по учебной части, ведущий исследования в институте образовательных программ для преподавателей (IUFM) университета в Версале, затем координатор исследований в области образования в педагогическом институте Иль-де-Франс (IUFM), входящем в состав государственного института педагогических исследований (INRP).

Он закончил свою профессиональную карьеру на должности доцента по внеучебной деятельности университета Париж — Нантер-ля-Дефанс в сентябре 2001 года.

### Участие в общественных организациях
Клод Piard основал Землячество тренеров URSO, которое не пережило появления лиги Иль-де-Франс и исчезло в середине 70-х годов.
В 1964 году после начала активной деятельности его попросили расширить свою деятельность до уровня страны и принять участие в работе федеральной женской комиссии «Федерации по культуре и спорту Франции» (FSCF), которая сделала его одним из ответственных за женскую команду по гимнастике, а также за наём сотрудников. До своей отставки в 1982 году он занимался изменениями программы обучения и изменением программы соревнований. С 1965 года он регулярно публиковал в федеральном бюллетене «Молодёжь» статьи технического характера, которые в 1968 году легли в основу его первой книги «Женская гимнастика», написанной в сотрудничестве с супругой Розелин Piard.
Также до 2013 года он был секретарём олимпийского комитета Валь-д’Уаз (ОК 95). Он до сих пор занимает пост генерального секретаря регионального центра по образованию и спортивным мероприятиям департамента Валь-д’Уаз, а также пост вице-президента регионального комитета Французской федерации спортивных медалистов, а также пост помощника генерального секретаря Французского комитета им. Пьера де Кубертена.
Результаты его участия в работе государственной комиссии «История и наследие Федерации по культуре и спорту Франции», были включены в энциклопедию Википедия.

## Рецензии
В том, что касается работы «Физическая культура и спорт. Небольшой справочник основных исторических понятий», опубликованной изданием Harmattan в 2001 году, доцент Оливье Chovaux изначально намеревался указать на ряд имеющихся в ней пробелов и противоречий, которые можно было связать с излишней вольностью и краткостью изложения материала. Однако за первоначальной сдержанностью последовало указание на «безоговорочную контекстуализацию» представлений, которые, по его мнению, являлись ни чем иным, как «неточностями или очевидными ошибками». Также он указал на то, что написание работы, «прежде всего адресованной студентам, в частности, обучающимся по специальности „Теория и практика физкультурных и спортивных мероприятий“ вовсе не предполагает свободу от следования некоторому количеству основных правил». Он добавляет, что более пристальное внимание к историческому контексту и знание современных работ позволили бы избежать увеличения числа шаблонных представлений". В ответ на эту критику Клод Piard попросил право ответа, которое было ему предоставлено, и затем опубликовал ответ под названием «Бесполезные выпады старого ворчуна». Разбирая риторическую атаку своего коллеги, появившуюся в журнале «Теория и практика физкультурных и спортивных мероприятий», а также в ежеквартальном издании «Историки и географы», Оливье Chovaux высказал своё сожаление, в частности, в связи с «бесцеремонностью» подобного анализа, а также в связи с «беспощадностью» своего оппонента в сочетании с «невежеством, не имеющим, по его мнению, границ». Также он указал на «слабость» аргументации, комментируя в частности «замечания о непринятии во внимание оккупацию Лиона». Несколько месяцев спустя позиция Клод Piard стала настолько более благосклонной, что в «Северном журнале» за февраль 2002 года он указал на Клод Piard как на одного из «пионеров» в ряду других университетских деятелей, сравнимых с Пьер Арно, Бертран во время, Жак Улманн, Жорж Vigarello и занимающихся указанной тематикой.
Жан-Франсуа Робин — в том, что касается его диссертации, посвящённой дидактическим теориям в области спортивной гимнастики, то он считается одним из четырёх наиболее авторитетных авторов в данной области.
После совместной работы в период с 2004 по 2007 год под руководством министерства по делам города, молодёжи и спорта группа из тридцати специалистов, утверждённая Государственным институтом здравоохранения и медицинских исследований (INSERM) составила отчёт на 826 страницах, напечатанный в 2008 году издательством INSERM. В части главы 2 содержится критика работы Клод Piard, изданной в 1974 году издательством Amphora. Помимо других замечаний коллектив специалистов отметил, что работа указывает на то, что «доступные для всех занятия физической культурой могут перестать быть монополией федерации или ассоциации», при этом в ней недостаточно сильно подчёркивается возможность «риска организационной инертности Французского олимпийского комитета, у которого имеются другие приоритеты, и падения интереса тех, кто не вовлечён в занятия спортом на федеральном уровне». В то же время, ещё один раздел книги был отмечен как «более убедительный», так как «в нём говорится о двух концепциях общедоступного спорта, развиваемых соответственно Французской федерацией современных тренеров (FFEPM) и Французской федерацией по добровольным занятиям физической культурой и гимнастикой (FFEPGV)».